# Bill Rexford
Bill Rexford (Conewango Valley (New York), 14 maart 1927 - Riverside (Californië) 18 april 1994) was een Amerikaans autocoureur. Hij won de NASCAR Grand National Series in 1950.

## Carrière
Rexford reed drie races in het eerste seizoen van de NASCAR in 1949 en eindigde twee keer in de top 5, wat hem de twaalfde plaats opleverde in het kampioenschap. In 1950 won hij een race in Canfield en behaalde hij vijf top 5 plaatsen wat genoeg was om het kampioenschap te winnen. Hij bleef decennium lang de enige Amerikaan uit het noorden van het land die de titel won totdat in 1992 Alan Kulwicki uit Wisconsin de titel won. Rexford reed tussen 1949 en 1953 zesendertig NASCAR-races waarvan hij er een won. Eenmaal vertrok hij vanaf poleposition. Hij overleed in 1994 op 67-jarige leeftijd.